# Монревер
Монревер (фр. Montréverd) — муніципалітет у Франції, у регіоні Пеї-де-ла-Луар, департамент Вандея. Монревер утворено 1 січня 2016 року шляхом злиття муніципалітетів Мормезон, Сент-Андре-Трез-Вуа i Сен-Сюльпіс-ле-Вердон. Адміністративним центром муніципалітету є Сент-Андре-Трез-Вуа. Населення — 3794 особи (01.01.2021).